# Christine Bell (Leichtathletin)
Christine Bell (geb. Perera; * 11. Oktober 1949) ist eine ehemalige britische Hürdenläuferin.
1969 gewann sie bei den Europäischen Hallenspielen in Belgrad Bronze über 50 m Hürden und wurde bei den Leichtathletik-Europameisterschaften in Athen Siebte über 100 m Hürden.
Bei den British Commonwealth Games 1970 holte sie für England startend Bronze über 100 m Hürden.
1968 wurde sie Englische Meisterin über 100 m Hürden, 1968 sowie 1970 über 200 m Hürden und 1969 Englische Hallenmeisterin über 60 m Hürden. Am 3. Juni 1967 stellte sie in Blackburn mit 13,7 s eine inoffizielle Weltbestzeit über 100 m Hürden auf.

## Persönliche Bestzeiten
- 50 m Hürden (Halle): 7,1 s, 1. März 1970, Bukarest
- 60 m Hürden (Halle): 8,6 s, 1969
- 100 m Hürden: 13,82 s, 23. Juli 1970, Edinburgh (handgestoppt: 13,4 s, 2. August 1970, Berlin)
- 200 m Hürden: 27,4 s, 19. Juni 1970, London